# George Nares

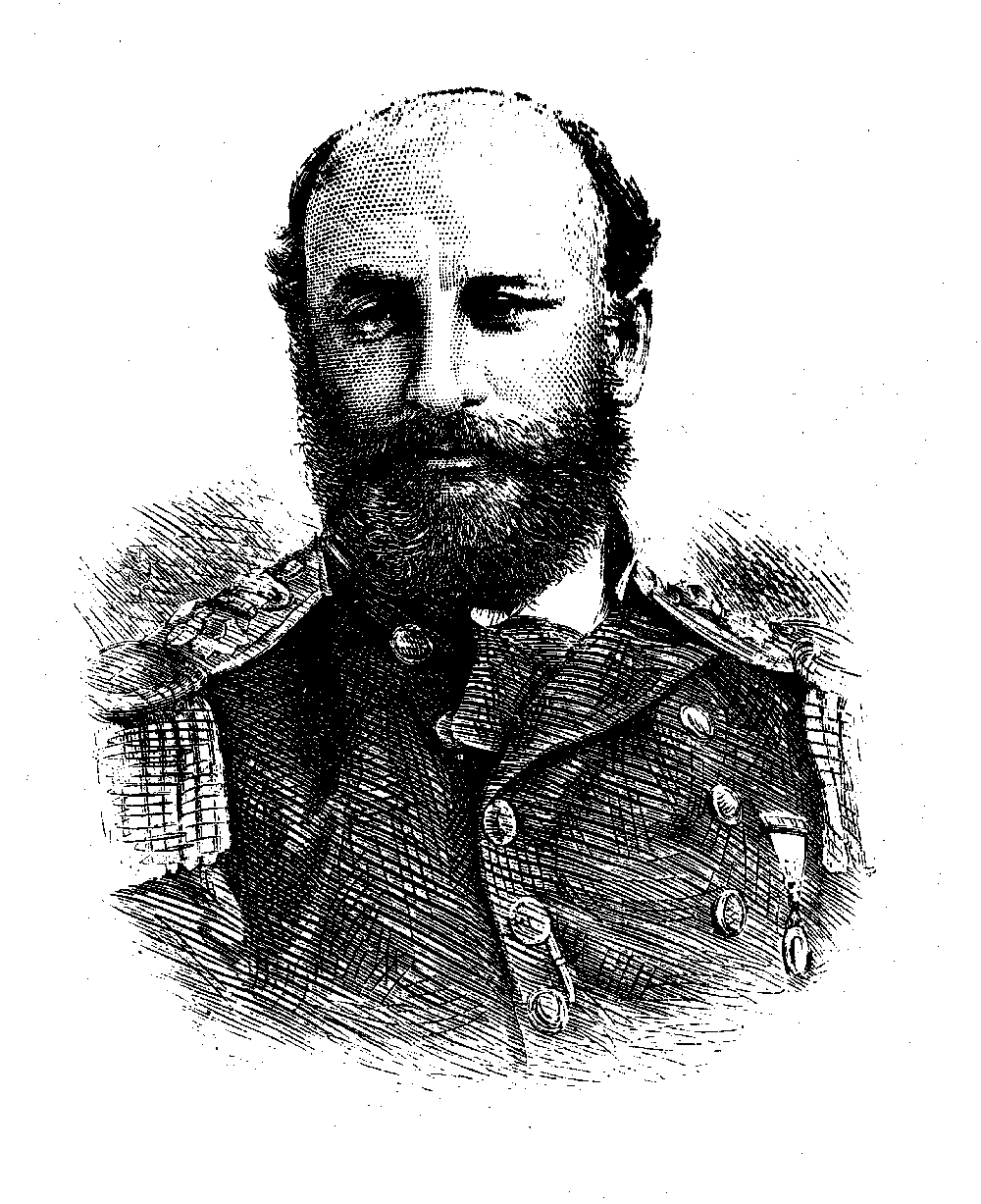
George Strong Nares.

Sir George Strong Nares, född 24 april 1831 i Llansenseld, nära Abergavenny, Monmouthshire, Wales, död 15 januari 1915 i Surbiton, var en brittisk sjömilitär och polarfarare.
Nares deltog 1852-54 på "Resolute" i Edward Belchers arktiska expedition, ledde 1866–1867 mätningar vid Australiens nordöstra kust och i Medelhavet samt fick 1872 ledningen för Challengerexpeditionen. Från Hongkong hemkallades han 1874 och fick befälet på en nordpolsexpedition, som med "Discovery" och "Alert" avgick i maj 1875 direkt till Smiths sund och med det sistnämnda fartyget framträngde till 82° 27' nordlig bredd, den nordligaste punkt, som något skepp dittills uppnått. Från mars 1876 företogs därifrån slädfärder åt olika håll. Sommaren 1876 återvände expeditionen. År 1878 företog han med "Alert" en tvåårig expedition för mätningar i Magellans sund och södra delen av Stilla havet. Åren 1879–1896 var han verksam vid hamndepartementet i Board of Trade, avgick ur aktiv tjänst 1886 och blev viceamiral 1892. Han utgav bland annat en beskrivning över sin polarexpedition, Narrative of a Voyage to the Polar Sea During 1875–1876 (två band, 1878).